# Gouvernement Jovellar
Restauration
Cánovas I Cánovas II
Le gouvernement Joaquín Jovellar  est le gouvernement du royaume d'Espagne en fonction du 12 septembre 1875 au 2 décembre 1875.

## Contexte
Au lendemain du pronunciamiento de Sagonte triomphant mené par le prestigieux général Martínez Campos fin décembre 1874, Cánovas prend en charge le gouvernement qui assume la Restauration des Bourbon en la personne du prince Alphonse, fils d'Isabelle II.
En 1876, il décide de céder temporairement le pouvoir au général Jovellar pour que celui-ci assume la convocation des premières élections générales du régime, en janvier 1876, afin de former un parlement qui approuve la nouvelle Constitution. Ces élections se font au suffrage universel masculin, selon le régime de la Constitution de 1869 alors toujours en vigueur, et Cánovas choisit de ne pas assumer la présidence du gouvernement au cours de cette période afin de préserver son crédit dans les rangs conservateurs, dans lesquels ce mode de scrutin suscite des oppositions. La loi électorale de 1878 rétablit le suffrage censitaire — le suffrage universel ne sera définitivement rétabli qu'en 1890, par un gouvernement libéral de Sagasta —.

## Annexe